# Глинка, Катажина
Катажина Глинка (пол. Katarzyna Glinka, родилась 19 апреля 1977 в Дзержонюве) — польская актриса театра и кино, телеведущая.

## Биография
Выросла в родном городе Дзержонюв, окончила 2-й общеобразовательный лицей и Государственную музыкальную школу с отличием. В 2001 году окончила Киношколу в Лодзе, начав свою карьеру. 23 февраля 2002 дебютировала в театре имени Стефана Ярача в Ольштыне. С 2003 году проживает в Варшаве, сотрудничает с телеканалом Canal+Polska. Участвовала в шоу «Танцы на льду» и «Танцы со звёздами», а также вела польскую версию шоу «Форт Боярд». В 2010 году заняла первое место в списке самых влиятельных звёзд польского шоу-бизнеса по версии журнала Forbes. Замужем, есть сын.

## Фильмография

### Как актриса
- 2002—2003: Сама жизнь (Юстина)
- 2002—2004: Клан (Доминика Шульц)
- 2002: Больница превратностей (Аська)
- 2003: Кася и Томек (Панна — озвучивание)
- 2003: Жители (Ига Моравская)
- 2004: Домохозяйки (Селина)
- 2004—2005: На добре и на зле (Карина)
- 2005: Криминалисты (Клавдия)
- 2005: Поворот (Селина)
- 2006: My Baby (Йола)
- 2006: Французский номер (подруга Магды)
- 2006—2007: Первая любовь (Юстина Заржецкая)
- 2007: Почему бы и нет! (девушка в администрации)
- 2007—н. в.: Цвета счастья (Кася Гурка)
- 2009—2010: Танцы под звёздами (цыганка)
- 2009: От полного до полного (Ленка)
- 2011: Ох, Кароль 2 (Адрианна)
- 2011: Встречная поездка (Габи)
- 2012: Варшава (Эва Сломковская)

### Озвучивание
- 2003: Девушки и любовь
- 2008: Феи (Серебрянка)
- 2009: Феи: Потерянное сокровище
- 2010: Мегамозг (Роксанна Риччи)

## Телешоу
- 2007: Танцы на льду (заняла третье место с Лукашем Дзюбеком)
- 2008: Форт Боярд (соведущая Роберта Гонеры)
- 2010: Танцы со звёздами (заняла второе место со Стефано Терраццино)

## Награды
- 2001: награда за роль Вентичелло II в «Амадее» Питера Шеффера (постановка Вальдемара Заводизньского) на XIX Фестивале театральных школ в Лодзе
- 2003: лауреат конкурса «С кино в Канны»